# 伊琳娜·别雷赫
伊琳娜·维克托罗芙娜·别雷赫（羅馬化：Irina Viktorovna Belykh；1964年8月16日）是来自统一俄罗斯党的俄罗斯政治人物。自2016年 以来，她一直是霍夫里诺选区的国家杜马代表。

## 制裁
别雷赫于2022年因俄乌战争而受到英国政府制裁。